# Tutta la vita
Tutta la vita è un singolo del cantautore italiano Gazzelle, pubblicato il 14 settembre 2018 come primo estratto dal secondo album in studio Punk.

## Descrizione
Il brano è stato prodotto e missato da Federico Nardelli.

## Video musicale
Il videoclip, pubblicato su YouTube il 17 settembre 2018 e diretto da Jacopo Farina, è ambientato in un night club dove si sta esibendo una drag queen, che interpreta malinconicamente il brano. Tra gli spettatori è presente lo stesso Gazzelle.

## Tracce
1. Tutta la vita – 3:05

## Classifiche
| Classifica (2018) | Posizione |
| ----------------- | --------- |
| Italia            | 59        |